# Lijst van premiers van Iran
Hieronder een lijst van de premiers van Iran van 1945-1989:

## Pahlavi-dynastie
- Ebrahim Hakimi (1x, 1945)
- Mohsen Sadr (1945)
- Ebrahim Hakimi (2x, 1945-1946)
- Ahmad Qawan as-Saltana (4x, 1946-1947)
- Sardar Fakher Hekmat (1947)
- Ebrahim Hakimi (3x, 1947-1948)
- Abdol Hossein Hajir (1948)
- Mohammad Said Maraghei (2x, 1948-1950)
- Ali Mansur (2x, 1950)
- Ali Razmara (1x, 1950-1951) Mil
- Hossein Ala (1x, 1951) Mil
- Mohammad Mossadegh (1x, 1951-1952) NF
- Ahmad Qawan as-Saltana (5x, 1952)
- Mohammad Mossadegh (2x, 1952-1953) NF
- Fazlollah Zahedi (1953-1955) Mil
- Hossein Ala (2x, 1955-1957) Mil
- Manuchehr Ekbal (1957-1960) NP
- Jafaar Sharif-Emami (1x, 1960-1961) NP
- Ali Amini (1961-1962) VP
- Asadullah Alam (1962-1964) NIP
- Hassan Ali Mansur (1964-1965) NIP
- Amir Abbas Hoveida (1965-1977) NIP,PIH
- Jamshid Amouzegar (1977-1978) PIH
- Jafaar Sharif-Emami (2x, 1978) n/p
- Gholam Reza Azhari (1978-1979 Mil
- Shahpur Bakhtiar (1979) NF
- Mehdi Bazargan (1979) IBF

## Islamitische Republiek Iran
- Islamitische Revolutionaire Raad (1980-1981)
- Mohammad Ali Rajai (1981) IRP
- Mohammad Javad Bahonar (1981) IRP
- Mohammad Reza Mahdavi-Kani (1981-1989) IRP
- Mir-Hossein Mousavi (1989) IBF

Het ambt van premier werd in 1989 afgeschaft.